# Station Biesowice
Station Biesowice is een spoorwegstation in de Poolse plaats Biesowice.